# جورجیوس پرینتزیس
جورجیوس پرینتزیس (یونانی: Γεώργιος Πρίντεζης؛ زادهٔ ۲۲ فوریهٔ ۱۹۸۵) بازیکن بسکتبال اهل یونان است.
از باشگاه‌هایی که در آن بازی کرده‌است می‌توان به باشگاه بسکتبال المپیاکوس و باشگاه بسکتبال مالاگا اشاره کرد.
وی در مسابقات کشوری و بین‌المللی در مجموع برندهٔ ۱ مدال طلا، ۱ مدال برنز شده‌است.